# 拉马普拉姆
拉马普拉姆（Ramapuram），是印度安得拉邦Kurnool县的一个城镇。总人口5718（2001年）。

## 人口
该地2001年总人口5718人，其中男性3009人，女性2709人；0—6岁人口715人，其中男388人，女327人；识字率41.73%，其中男性为52.61%，女性为29.64%。